# サウスカロライナ州の都市圏の一覧

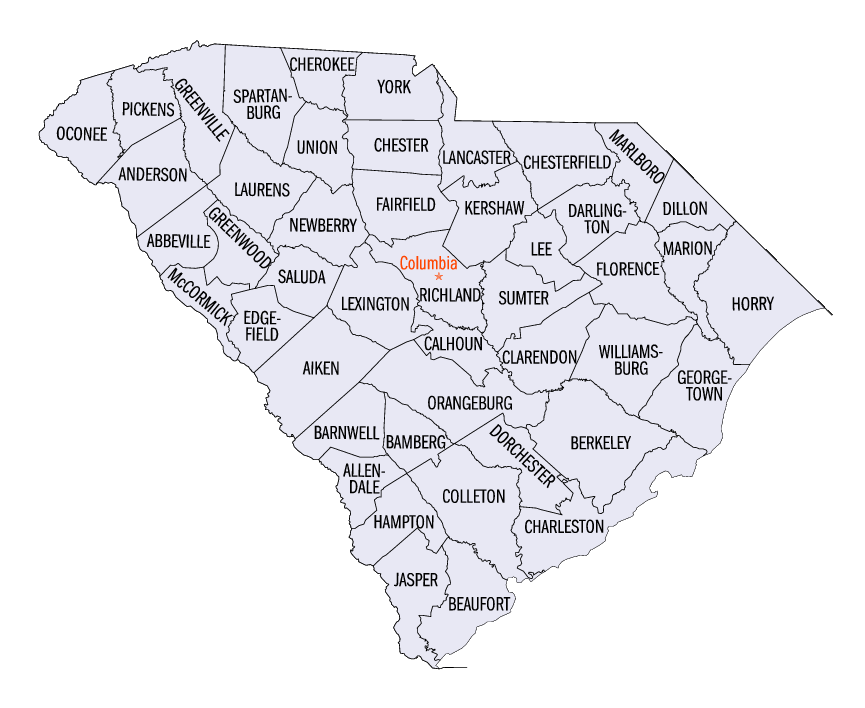
サウスカロライナ州の46郡を示す地図

本項目はサウスカロライナ州の都市圏の一覧（サウスカロライナしゅうのとしけんのいちらん）である。
アメリカ合衆国国勢調査局は、サウスカロライナ州に合同統計地域（CSA/広域都市圏）4ヶ所、大都市統計地域（MSA/都市圏）10ヶ所、および小都市統計地域（μSA/小都市圏）6ヶ所を定義している。下表には、左列より以下の情報を示す。
- 合同統計地域（定義されている場合）の名称
- 合同統計地域の人口
- コアベース統計地域（大都市統計地域および小都市統計地域）の名称
- コアベース統計地域の人口
- 各統計地域に含まれる郡の名称
- 各統計地域に含まれる郡の人口

なお、下表においては、サウスカロライナ州と他州にまたがる合同統計地域およびコアベース統計地域については、名称と統計地域の総人口を青緑色で、サウスカロライナ州内の人口を黒色でそれぞれ示す。また、他州のコアベース統計地域および郡については、その名称と人口を緑色でそれぞれ示す。
下表における人口の数値はすべて2020年に行われた国勢調査時のものである。また、合同統計地域、コアベース統計地域（大都市統計地域・小都市統計地域）のいずれも、2023年7月21日時点での定義に従う。
| 合同統計地域                                           | 人口              | コアベース統計地域                                         | 人口              | 郡                                 | 人口      |
| ------------------------------------------------------ | ----------------- | ---------------------------------------------------------- | ----------------- | ---------------------------------- | --------- |
| グリーンビル・スパータンバーグ・アンダーソン広域都市圏 | 1,484,661         | グリーンビル・アンダーソン・グリア都市圏                   | 928,195           | グリーンビル郡                     | 525,534   |
| グリーンビル・スパータンバーグ・アンダーソン広域都市圏 | 1,484,661         | グリーンビル・アンダーソン・グリア都市圏                   | 928,195           | アンダーソン郡                     | 203,718   |
| グリーンビル・スパータンバーグ・アンダーソン広域都市圏 | 1,484,661         | グリーンビル・アンダーソン・グリア都市圏                   | 928,195           | ピケンズ郡                         | 131,404   |
| グリーンビル・スパータンバーグ・アンダーソン広域都市圏 | 1,484,661         | グリーンビル・アンダーソン・グリア都市圏                   | 928,195           | ローレンス郡                       | 67,539    |
| グリーンビル・スパータンバーグ・アンダーソン広域都市圏 | 1,484,661         | スパータンバーグ都市圏                                     | 327,997           | スパータンバーグ郡                 | 327,997   |
| グリーンビル・スパータンバーグ・アンダーソン広域都市圏 | 1,484,661         | グリーンウッド小都市圏                                     | 93,646            | グリーンウッド郡                   | 69,351    |
| グリーンビル・スパータンバーグ・アンダーソン広域都市圏 | 1,484,661         | グリーンウッド小都市圏                                     | 93,646            | アベビル郡                         | 24,295    |
| グリーンビル・スパータンバーグ・アンダーソン広域都市圏 | 1,484,661         | セネカ小都市圏                                             | 78,607            | オコニー郡                         | 78,607    |
| グリーンビル・スパータンバーグ・アンダーソン広域都市圏 | 1,484,661         | ガフニー小都市圏                                           | 56,216            | チェロキー郡                       | 56,216    |
| コロンビア・サムター・オレンジバーグ広域都市圏         | 1,056,968         | コロンビア都市圏                                           | 829,470           | リッチランド郡                     | 416,147   |
| コロンビア・サムター・オレンジバーグ広域都市圏         | 1,056,968         | コロンビア都市圏                                           | 829,470           | レキシントン郡                     | 293,991   |
| コロンビア・サムター・オレンジバーグ広域都市圏         | 1,056,968         | コロンビア都市圏                                           | 829,470           | カーショー郡                       | 65,403    |
| コロンビア・サムター・オレンジバーグ広域都市圏         | 1,056,968         | コロンビア都市圏                                           | 829,470           | フェアフィールド郡                 | 20,948    |
| コロンビア・サムター・オレンジバーグ広域都市圏         | 1,056,968         | コロンビア都市圏                                           | 829,470           | サルーダ郡                         | 18,862    |
| コロンビア・サムター・オレンジバーグ広域都市圏         | 1,056,968         | コロンビア都市圏                                           | 829,470           | カルフーン郡                       | 14,119    |
| コロンビア・サムター・オレンジバーグ広域都市圏         | 1,056,968         | サムター都市圏                                             | 105,556           | サムター郡                         | 105,556   |
| コロンビア・サムター・オレンジバーグ広域都市圏         | 1,056,968         | オレンジバーグ小都市圏                                     | 84,223            | オレンジバーグ郡                   | 84,223    |
| コロンビア・サムター・オレンジバーグ広域都市圏         | 1,056,968         | ニューベリー小都市圏                                       | 37,719            | ニューベリー郡                     | 37,719    |
|                                                        |                   | チャールストン・ノースチャールストン都市圏                 | 799,636           | チャールストン郡                   | 408,235   |
| バークレー郡                                           | 229,861           | チャールストン・ノースチャールストン都市圏                 | 799,636           |                                    |           |
| ドーチェスター郡                                       | 161,540           | チャールストン・ノースチャールストン都市圏                 | 799,636           |                                    |           |
| マートルビーチ・コンウェイ広域都市圏                   | 414,433           | マートルビーチ・コンウェイ・ノースマートルビーチ都市圏     | 351,029           | オリー郡                           | 351,029   |
| マートルビーチ・コンウェイ広域都市圏                   | 414,433           | マレルズインレット小都市圏                                 | 63,404            | ジョージタウン郡                   | 63,404    |
| シャーロット・コンコード広域都市圏                     | 3,232,206 410,400 | シャーロット・コンコード・ガストニア都市圏                 | 2,660,329 410,400 | ノースカロライナ州メクレンバーグ郡 | 1,115,482 |
| シャーロット・コンコード広域都市圏                     | 3,232,206 410,400 | シャーロット・コンコード・ガストニア都市圏                 | 2,660,329 410,400 | ヨーク郡                           | 282,090   |
| シャーロット・コンコード広域都市圏                     | 3,232,206 410,400 | シャーロット・コンコード・ガストニア都市圏                 | 2,660,329 410,400 | ノースカロライナ州ユニオン郡       | 238,267   |
| シャーロット・コンコード広域都市圏                     | 3,232,206 410,400 | シャーロット・コンコード・ガストニア都市圏                 | 2,660,329 410,400 | ノースカロライナ州ガストン郡       | 227,943   |
| シャーロット・コンコード広域都市圏                     | 3,232,206 410,400 | シャーロット・コンコード・ガストニア都市圏                 | 2,660,329 410,400 | ノースカロライナ州カバラス郡       | 225,804   |
| シャーロット・コンコード広域都市圏                     | 3,232,206 410,400 | シャーロット・コンコード・ガストニア都市圏                 | 2,660,329 410,400 | ノースカロライナ州アイアデル郡     | 186,693   |
| シャーロット・コンコード広域都市圏                     | 3,232,206 410,400 | シャーロット・コンコード・ガストニア都市圏                 | 2,660,329 410,400 | ノースカロライナ州ローワン郡       | 146,875   |
| シャーロット・コンコード広域都市圏                     | 3,232,206 410,400 | シャーロット・コンコード・ガストニア都市圏                 | 2,660,329 410,400 | ランカスター郡                     | 96,016    |
| シャーロット・コンコード広域都市圏                     | 3,232,206 410,400 | シャーロット・コンコード・ガストニア都市圏                 | 2,660,329 410,400 | ノースカロライナ州リンカーン郡     | 86,810    |
| シャーロット・コンコード広域都市圏                     | 3,232,206 410,400 | シャーロット・コンコード・ガストニア都市圏                 | 2,660,329 410,400 | チェスター郡                       | 32,294    |
| シャーロット・コンコード広域都市圏                     | 3,232,206 410,400 | シャーロット・コンコード・ガストニア都市圏                 | 2,660,329 410,400 | ノースカロライナ州アンソン郡       | 22,055    |
| シャーロット・コンコード広域都市圏                     | 3,232,206 410,400 | ヒッコリー・レノア・モーガントン都市圏                     | 365,276           | ノースカロライナ州カトーバ郡       | 160,610   |
| シャーロット・コンコード広域都市圏                     | 3,232,206 410,400 | ヒッコリー・レノア・モーガントン都市圏                     | 365,276           | ノースカロライナ州バーク郡         | 87,570    |
| シャーロット・コンコード広域都市圏                     | 3,232,206 410,400 | ヒッコリー・レノア・モーガントン都市圏                     | 365,276           | ノースカロライナ州コールドウェル郡 | 80,652    |
| シャーロット・コンコード広域都市圏                     | 3,232,206 410,400 | ヒッコリー・レノア・モーガントン都市圏                     | 365,276           | ノースカロライナ州アレクサンダー郡 | 36,444    |
| シャーロット・コンコード広域都市圏                     | 3,232,206 410,400 | シェルビー・キングスマウンテン小都市圏                     | 99,519            | ノースカロライナ州クリーブランド郡 | 99,519    |
| シャーロット・コンコード広域都市圏                     | 3,232,206 410,400 | アルベマール小都市圏                                       | 62,504            | ノースカロライナ州スタンリー郡     | 62,504    |
| シャーロット・コンコード広域都市圏                     | 3,232,206 410,400 | マリオン小都市圏                                           | 44,578            | ノースカロライナ州マクドウェル郡   | 44,578    |
|                                                        |                   | ヒルトンヘッドアイランド・ブラフトン・ビューフォート都市圏 | 215,908           | ビューフォート郡                   | 187,117   |
| ジャスパー郡                                           | 28,791            | ヒルトンヘッドアイランド・ブラフトン・ビューフォート都市圏 | 215,908           |                                    |           |
|                                                        |                   | フローレンス都市圏                                         | 199,964           | フローレンス郡                     | 137,059   |
| ダーリントン郡                                         | 62,905            | フローレンス都市圏                                         | 199,964           |                                    |           |
|                                                        |                   | オーガスタ・リッチモンド郡都市圏                           | 611,000 194,465   | ジョージア州リッチモンド郡         | 206,607   |
| エイキン郡                                             | 168,808           | オーガスタ・リッチモンド郡都市圏                           | 611,000 194,465   |                                    |           |
| ジョージア州コロンビア郡                               | 156,010           | オーガスタ・リッチモンド郡都市圏                           | 611,000 194,465   |                                    |           |
| エッジフィールド郡                                     | 25,657            | オーガスタ・リッチモンド郡都市圏                           | 611,000 194,465   |                                    |           |
| ジョージア州バーク郡                                   | 24,596            | オーガスタ・リッチモンド郡都市圏                           | 611,000 194,465   |                                    |           |
| ジョージア州マクダフィ郡                               | 21,632            | オーガスタ・リッチモンド郡都市圏                           | 611,000 194,465   |                                    |           |
| ジョージア州リンカーン郡                               | 7,690             | オーガスタ・リッチモンド郡都市圏                           | 611,000 194,465   |                                    |           |
| （設定無し）                                           | （設定無し）      | （設定無し）                                               | （設定無し）      | チェスターフィールド郡             | 43,273    |
| （設定無し）                                           | （設定無し）      | （設定無し）                                               | （設定無し）      | コレトン郡                         | 38,604    |
| （設定無し）                                           | （設定無し）      | （設定無し）                                               | （設定無し）      | クラレンドン郡                     | 31,144    |
| （設定無し）                                           | （設定無し）      | （設定無し）                                               | （設定無し）      | ウィリアムズバーグ郡               | 31,026    |
| （設定無し）                                           | （設定無し）      | （設定無し）                                               | （設定無し）      | マリオン郡                         | 29,183    |
| （設定無し）                                           | （設定無し）      | （設定無し）                                               | （設定無し）      | ディロン郡                         | 28,292    |
| （設定無し）                                           | （設定無し）      | （設定無し）                                               | （設定無し）      | ユニオン郡                         | 27,244    |
| （設定無し）                                           | （設定無し）      | （設定無し）                                               | （設定無し）      | マルボロ郡                         | 26,667    |
| （設定無し）                                           | （設定無し）      | （設定無し）                                               | （設定無し）      | バーンウェル郡                     | 20,589    |
| （設定無し）                                           | （設定無し）      | （設定無し）                                               | （設定無し）      | ハンプトン郡                       | 18,561    |
| （設定無し）                                           | （設定無し）      | （設定無し）                                               | （設定無し）      | リー郡                             | 16,531    |
| （設定無し）                                           | （設定無し）      | （設定無し）                                               | （設定無し）      | バンバーグ郡                       | 13,311    |
| （設定無し）                                           | （設定無し）      | （設定無し）                                               | （設定無し）      | マコーミック郡                     | 9,526     |
| （設定無し）                                           | （設定無し）      | （設定無し）                                               | （設定無し）      | アレンデール郡                     | 8,039     |

## 註
1. ↑  QuickFacts. U.S. Census Bureau. 2020年.
2. ↑  OMB Bulletin No. 23-01, Revised Delineations of Metropolitan Statistical Areas, Micropolitan Statistical Areas, and Combined Statistical Areas, and Guidance on Uses of the Delineations of These Areas. Office of Management and Budget. 2023年7月21日.